# James Duncan Smith
James Duncan Smith (Winnipeg, 17 marzo 1914 – Tobruch, 14 aprile 1941) è stato un militare canadese, asso della Royal Air Force durante la seconda guerra mondiale con sette vittorie accertate, una in collaborazione, una probabile e due velivoli danneggiati.

## Biografia

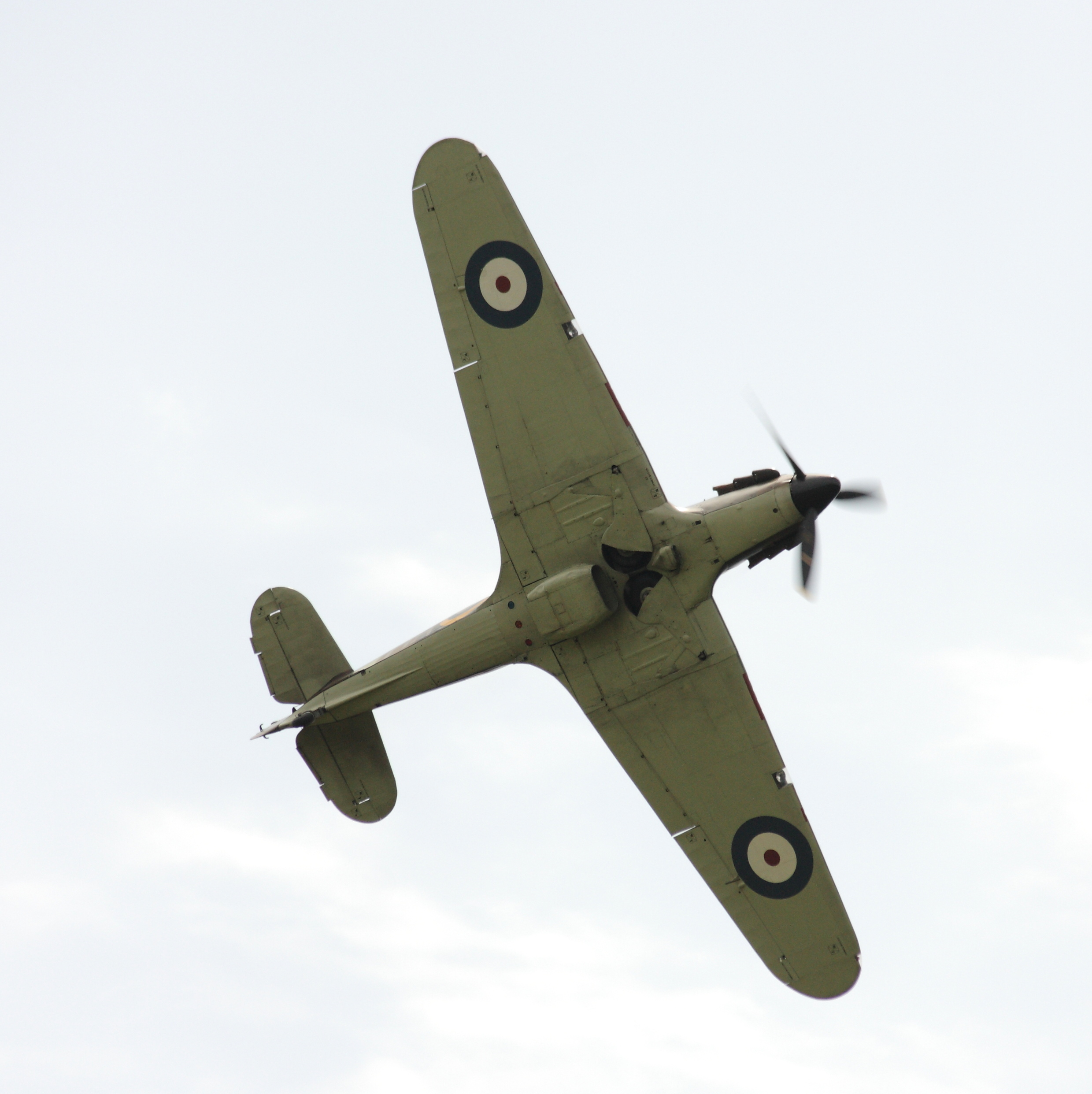
Un caccia Hawker Hurricane in volo.

Nacque a Winnipeg, Manitoba, il 17 marzo 1914, figlio di William e Alexandrina Smith. Nella sua città natale frequentò la Ralph Brown School, la Isaac Newton High School (1929–1930) e la St. John's Technical (1929-1930) per un corso parziale di tornitura e disegno.
Tra l'agosto e il settembre 1929 lavorò presso la Geddes & Reid "Dental Mechanics" come assistente e meccanico. Al momento di arruolarsi nel Royal Canadian Army lavorava presso la Swift Can. Co. Ltd. come cassiere. Tra il 5 giugno 1930 e il 23 ottobre 1934 fu in servizio presso il Winnipeg Light Infantry conseguendo le qualifiche di mitragliere sulle Lewis, e di fuciliere, e divenendo specialista nel codice Morse e in quello semaforico.
L'8 marzo 1934 chiese il trasferimento presso la Royal Canadian Air Force, superando le visite mediche il 9 aprile successivo. Entrò in servizio effettivo nella RCAF l'8 novembre, e il 15 dello stesso mese fu assegnato al No.12 AC Squadron. Il 28 marzo 1935 chiese 60 giorni di congedo per un lavoro notturno, ma il comandante Ernest Archibald McNab gliene concesse solo 30. Fu congedato dalla RCAF il 16 gennaio 1936. Si arruolò nella Royal Air Force nel settembre 1937, e il 28 novembre successivo ottenne la qualifica di Pilot Officer in prova. L'11 dicembre 1937 fu assegnato al No.10 ETFS di Tern Hill, entrando in servizio nel No.87 RAF Squadron il 9 luglio 1938, venendo nominato Pilot Officer effettivo il 27 settembre dello stesso anno.
Dopo lo scoppio della seconda guerra mondiale seguì il No.87 RAF Squadron, equipaggiato con gli Hawker Hurricane, in Francia. Fu promosso Flying Officer il 27 aprile 1940. Il 13 maggio, subito dopo l'inizio della battaglia di Francia, fu trasferito presso il No.6 Operational Training Unit (OTU) di Sutton Bridge.
Mandato al Pilot Disposal Centre (PDC) di Uxbridge il 15 maggio, fu rapidamente assegnato al No.73 RAF Squadron nelle cui file prese parte alle operazioni di evacuazione delle forze alleate da Dunkerque e poi alla battaglia d'Inghilterra.
Il 5 giugno 1940 danneggiò un bombardiere Dornier Do 17 sulla Francia, l'11 settembre distrusse un cacciabombardiere Messerschmitt Bf 110, danneggiandone un altro, 5 miglia a nord della baia di Herne, e il 15 settembre abbatte un caccia Messerschmitt Bf 109E nell'area di Eastchurch.
Nel mese di novembre seguì il No.73 RAF Squadron quando si imbarcò sulla portaerei Furious con destinazione, via Takoradi, l'Africa. Al momento di raggiungere l'Egitto fu temporaneamente distaccato presso il No.274 RAF Squadron, mentre il No.73 RAF Squadron raggiungeva la qualifica di prontezza operativa.
Il 14 dicembre distrusse su Bardia un bombardiere Savoia-Marchetti S.79 Sparviero, cui ne seguì un altro il 16 dello stesso mese, rivendicando quel giorno anche un caccia Fiat C.R.42 Falco. Il giorno 18 distrusse un bombardiere S.79 nell'area di Gambut, e il 14 aprile 1941 abbatte due caccia Fiat G.50 Freccia  danneggiandone un altro, nell'area di Tobruk. Subito dopo il suo aereo venne attaccato e colpito da un altro G.50, pilotato dal capitano Angelo Fanello, e precipitò al suolo con la morte del pilota. La salma fu successivamente tumulata nel Knightsbridge War Cemetery, di el-Acroma, Libia, tomba 3.G.2.
Il 27 aprile 1941 fu promosso postumo al rango di Flight Lieutenant, due settimane dopo la sua morte. Tale promozione fu cancellata il 16 giugno successivo, con apposito decreto apparto sulla London Gazette n.35190.

### Annotazioni
1. ↑  I due erano emigrati dalla Scozia nel 1908 insieme alle figlie Isabel e Mabel.
2. ↑  In questo reparto praticò baseball, calcio, basket, vincendo il titolo di campione di pallacanestro inter-collegiale del reparto (1933-1934).
3. ↑  Uno era pilotato dal capitano Carlo Cugnasca e uno dal maresciallo pilota Angelo Marinelli. Entrambi i piloti rimasero uccisi.

### Fonti
1. 1 2 3 4 5 6 7 8 9 10 11 12 13 14 15  Aces of WW2.
2. 1 2  Ciel de Gloire.
3. 1 2 3 4 5  Shores, Williams 1994, p. 555.
4. 1 2  Mattioli 2020, p. 53.